# بییائسکوسا لا سمبریا
بییائسکوسا لا سمبریا (به اسپانیایی: Villaescusa la Sombría) یک شهرستان در اسپانیا است که در استان بورگس واقع شده‌است.

## خصوصیات
بییائسکوسا لا سمبریا ۱۶ کیلومترمربع مساحت و ۶۲ نفر جمعیت دارد.